# M18 (モニター)
M18（英語: HMS M18）は第一次世界大戦時のイギリス海軍のM15級モニターのモニター艦。

## 設計
沿岸砲撃用に設計された艦で、M18の主砲はBL9.2インチMk X単装砲で、それはドレイク級装甲巡洋艦およびクレッシー級装甲巡洋艦用の予備から充当された。9.2インチ砲に加え12ポンド砲1門と6ポンド対空砲を備えていた。M18はボリンダー社製2シリンダーセミディーゼルエンジン（640HP）で4軸を推進し、その最高速度は11ノットに達した。このモニターの乗組員は士官と兵卒合わせて69名で構成された。

## 建造
M18は1915年3月に「戦時緊急造船計画」の一部として発注され、ハートルプールのウィリアム・グレイ造船所で1915年3月に起工、同年5月15日に進水し、同年7月に竣工した。

## 第一次世界大戦
M18は1915年10月から1918年10月まで地中海に、そして1919年4月から6月までバルト海へと送られた。

## 退役
M18は1920年1月29日に商用のタンカーとするために売却され、同時にAnamに改名した。